# Ernest Boetzel
Ernest-Philippe Boetzel, né le 1er septembre 1830 à Sarre-Union (Bas-Rhin) et mort le 22 décembre 1913 à Villiers-sur-Morin (Seine-et-Marne), est un dessinateur, graveur, illustrateur, et peintre français.

## Biographie
Fils de cordonnier, il est élève à l'École des beaux-arts de Paris de 1845 à 1848. Il apprend également la gravure sur bois auprès de trois professionnels réputés de cette technique, Jean Best, Laurent Hotelin et Isidore Régnier. Il se consacre dès lors exclusivement à cet art ainsi qu'au dessin.
Il revient temporairement en Alsace pour fonder en 1856 à Strasbourg une publication illustrée à l'existence éphémère, Le Veilleur de nuit.
À partir de 1859, Ernest Boetzel expose régulièrement au Salon. Il y présente des gravures sur bois et des dessins au fusain. À l'exception de la première, un Paysage d'Alsace soumis au Salon de 1859 qui semble une création personnelle, ses gravures sont des reproductions d'œuvres d'artistes réputés, soit contemporains (William Bouguereau, Jean-Baptiste Corot, Félicien Rops, Augustin Feyen-Perrin, Alphonse de Neuville…) soit plus anciens (Frans Hals, Rembrandt, Claude Lorrain, Hans Holbein le Jeune, etc.). En revanche, ses dessins au fusain, caractérisés par des traits d'une grande finesse, sont des productions originales représentant des scènes de genre ou des portraits de personnalités comme Victor Hugo, Jean-Baptiste Corot, Jacques Bosch, Adolphe Thiers, Léon Gambetta, le comte Decazes, etc. Signe indéniable de la reconnaissance de ses talents professionnels, Boetzel est cinq années de suite membre du jury de gravure du Salon de 1869 à 1874.
Mettant à profit l'événement artistique et mondain constitué par le Salon, il publie régulièrement sous forme d'album de gravures, entre 1865 et 1876, une sélection des œuvres les plus notables présentées au public. La première édition de ce qui prend ensuite le nom générique d'Album Boetzel est Le Salon : Année 1865 : Cinquante tableaux et sculptures (1865). S'ensuivent Le Salon de 1869 : exposition des beaux-arts (1869), Le Salon, 1870 (1870), Album Boetzel : Le Salon, 1872-1873 (1873). Un dernier volume Sixième année. Album Boetzel, Les Artistes modernes. Le Salon 1869-1875 (1876) conclut la série.
Son activité d'illustrateur est abondante. Dès 1860, Boetzel signe de concert avec son confrère Charles Barbant les trente-deux vues d'un Album pittoresque d'un voyage en Suisse : le Léman. Par la suite, il dessine et grave les images illustrant les éditions d'œuvres de Gustave Doré, Victor Hugo, Dante et Charles Perrault. Il grave des scènes parisiennes et des types parisiens pittoresques dessinés par Félicien Rops. Il collabore en outre à de nombreux périodiques illustrés : Le Magasin pittoresque, Le Monde illustré, L'Illustration, Les Modes Parisiennes, Le Musée des familles, L'Univers illustré, entre autres. Il est le graveur attitré de L'Année illustrée et un des illustrateurs de prédilection de la Gazette des Beaux-arts.

## Famille
Ernest-Philippe Boetzel épouse sa compatriote d'origine alsacienne Clémentine Schaeffer le 30 septembre 1871 dans le 18e arrondissement de Paris, en reconnaissant les trois enfants de celle-ci.
Installée de longue date dans la région parisienne, l'ensemble de la famille Boetzel opte pour la nationalité française lors de l'annexion de l'Alsace par l'Empire allemand en 1871. Le père Ernest Boetzel (Sarre-Union 1804-Nogent-sur-Marne 1880) et la mère Anne-Marie Hauser (Sarre-Union 1799-Paris 1855) avaient eu au moins quatre enfants, dont trois furent actifs dans l'art de la gravure sur bois : 
- Caroline (Sarre-Union 1828-) mariée à Paris en 1856 avec le négociant Armand-Zéphirin Francelle.
- Ernest-Philippe (1830-1913).
- Charles (Sarre-Union 1832-10e arrondissement de Paris 1881) apprit la gravure sur bois auprès d'Ernest et exposa furtivement au Salon, avant de se reconvertir dans le négoce.
- Hélène (Sarre-Union 1834-Paris 1889)[6], épouse de Jean Voigt, fut une disciple plus persévérante de son frère Ernest et devint à son tour une professionnelle de la gravure sur bois. Elle exposa au Salon de 1868 à 1880 au moins, et y obtint une médaille de 2e classe en 1872. Elle travailla régulièrement pour la Gazette des beaux-arts et Le Monde illustré.

## Honneurs

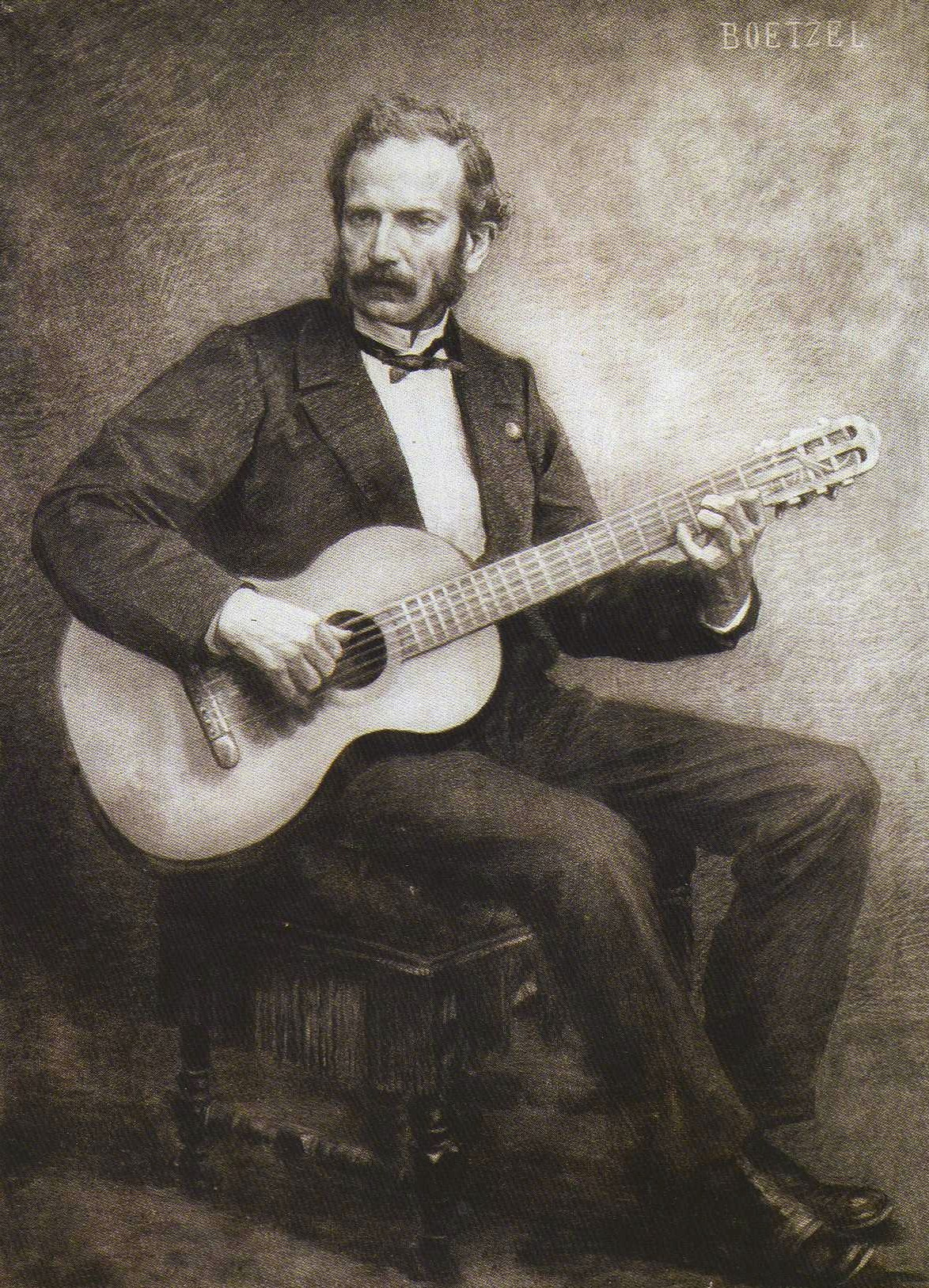
Portrait de Jacques Bosch (1875), fusain, musée des beaux-arts de Carcassonne.

- Médaille de 3e classe au Salon de 1875 pour son Portrait de Jacques Bosch.
- Chevalier de la Légion d'honneur en 1877[7].
- Mention honorable à l'Exposition universelle de 1889.

## Œuvres conservées dans des collections publiques
- Portrait en pied de Victor Hugo, fusain, musée des beaux-arts et d'archéologie de Besançon.
- Portrait de Jacques Bosch, fusain, musée des beaux-arts de Carcassonne.
- Portrait de Jean-Baptiste Corot, musée municipal de Semur-en-Auxois.
- Portrait de Léon Gambetta, fusain qui fut exposé dans la chambre mortuaire de Gambetta puis attribué en 1896 au musée de Cahors Henri-Martin.
- Le Roi des Montagnes, gravure d'après Edmond About, musée municipal de Bourg-en-Bresse.
- Trois gravures représentant les environs de Chatou, Maison Fournaise, Chatou.
- Paysage d'après Corot (1870), Metropolitan Museum of Art, New York.
- Une photoglyptie au musée des beaux-arts du Canada.